# Joseph de Baenst
Joseph de Baenst (ca. 1525 - ca. 1578) was burgemeester van Brugge.

## Levensloop
Joseph de Baenst was de oudste zoon van Guy de Baenst en zijn tweede echtgenote, Anna de la Bie, gezegd Oostkerke. Hij trouwde in 1550 met Hedwige de Bermemicourt, dochter van ridder Karel de Bermemicourt, heer van Thieulaine, en van Florence de Febvre. Het echtpaar bleef kinderloos.
Ridder De Baenst, heer van Melissant, Oostkerke en Gapinge, was verbonden aan het hof van landvoogdes Maria van Hongarije in Brussel.
Hij was hoogbaljuw van Dendermonde van 1557 tot 1572. Hij was ondertussen in Brugge gaan wonen en werd er burgemeester van de raadsleden in 1551-1553 en burgemeester van de schepenen in 1558-1560.
Hij was een van de afgevaardigden van de adel bij de troonsafstand van keizer Karel V op 23 oktober 1555 in Brussel.
Hij was hoofdman van de Sint-Sebastiaansgilde (Brugge) van 1541 tot 1561. Hij nam toen ontslag, waarschijnlijk om gezondheidsredenen. Hij was ook voogd van het hospitaal Onze-Lieve-Vrouw ter Potterie vanaf 1551. 
Op het (heel wat jaren na zijn dood) gemaakte portret dat van hem wordt bewaard in de refter van de Potterie wordt vermeld dat hij in 1563 overleed, maar dit is niet juist. Hij moet na 1572 gestorven zijn, aangezien hij dat jaar nog optrad in zijn hoedanigheid van baljuw van Dendermonde. Het is mogelijk dat hij pas in 1577-1578 overleed, aangezien het in dat laatste jaar is dat zijn zus Caroline de Baenst, echtgenote van Antoine de Noordhout, de heerlijkheid Melissant erfde.
Jozef de Baenst was ook eigenaar van het kasteel van Oostkerke, dat in 1579 eveneens door zijn zus werd geërfd en via haar dochter overging naar de familie de Croy.
Hij wordt in de Lamentatie van Zeger Van Male vermeld onder de edellieden die voor, tijdens of na de calvinistische republiek uit Brugge verdwenen waren, hetzij dat ze uitgeweken waren, hetzij dat ze overleden waren. Het kan best zijn, aangezien geen juiste datum is terug te vinden, dat Joseph de Baenst in ballingschap overleed.

## Bron
- Stadsarchief Brugge, Wetsvernieuwingen.